# Eric Bischoff
Eric Bischoff (født 27. maj 1955 i Detroit i Michigan, USA) er en tidligere amerikansk Wrestlingpromotør, bedst kendt som president i World Championship Wrestling og senere General Manager i World Wrestling Entertainments RAW. Han debuterede i 1989, og da han arbejede for WCW blev han nummer 1 WCW Hardcore Champion. Han gør fortsat sporadiske optrædener i RAW.

## Wrestling facts
- Finishing og signature moves

- Roundhouse kick
- Adskillige Taekwondo spark og slag

- Managers

- Hollywood Hogan
- Chief Morley

- Kælenavne

- Mr. Bischoff
- Easy E
- Bisch
- Eric Bitchoff (af Chris Jericho, Shane McMahon)
- Eric Jackoff (af various face wrestlers)
- Frosty Top (af John Cena)

## Mesterskaber og titler
- Pro Wrestling Illustrated

- 1996 Most Influential Figure In Wrestling
- 1996 Feud of the Year – vs. Vince McMahon
- 1997 Most Influential Figure In Wrestling
- 1998 50 Most Beautiful People in Wrestling
- 2002 Feud of the Year – vs. Stephanie McMahon

- World Championship Wrestling

- WCW Hardcore Championship (Nummer 1)

- World Wrestling Entertainment

- RAW General Manager (15. juli 2002 – 5. december 2005, 6. november, 2006)

- Wrestling Observer Newsletter

- 2005 Best Non-Wrestler